# سالارآباد (مقاطعة دهغلان)
سالارآباد (بالفارسية: سالارآباد) هي قرية تقع في قسم ايلان الشمالي الريفي (مقاطعة دهغلان) في إيران. يقدر عدد سكانها بـ 85 نسمة .